# مشیبل
شرکت مشیبل (به انگلیسی: Mashable Inc.) یک وب‌گاه خبری و یک وب‌لاگ خبری اینترنتی است که توسط پت کشمور در ژوئیه ۲۰۰۵ در ابردین در اسکاتلند ایجاد شده‌است. تمرکز وب‌گاه بیشتر در مورد رسانه‌های اجتماعی است ولی به موضوعاتی چون موبایل، سرگرمی، ویدیوهای برخط، تجارت، وب، نوآوری و ... نیز می‌پردازد.
روز جهانی رسانه های اجتماعی هر ساله در 30 ژوئن و در سراسر جهان گرامی داشته می شود تا تأثیر رسانه های اجتماعی بر ارتباطات جهانی و توانایی آن برای گرد هم آوردن مردم را به رسمیت بشناسد. این روز در سال 2010 توسط Mashable، یک شرکت رسانه ای و فناوری جهانی، برای بزرگداشت ارتباط و نفوذ رو به رشد پلت فرم های رسانه های اجتماعی آغاز شد.